# Велосипедний мотокрос
Велосипедний мотокрос, веломотокрос або BMX Racing (англ. Bicycle MotoCross, «велосипедний мотокрос») — одна з дисциплін велосипедного спорту. Для цієї дисципліни використовується однойменний тип велосипеда — BMX.

#### ІСТОРІЯ
Велосипед BMX виник у Каліфорнії наприкінці 1960-х років на піку популярності змагань з мотокросу – типу позашляхової їзди на мотоциклах. Внаслідок того, що молодь прагнула наслідувати спортсменів з мотогонок, вони модифікували свої велосипеди для ґрунтових трас для мотокросу. Насправді, велосипеди BMX були розроблені, щоб залучити більше людей у мотокрос, але незабаром він перетворився на окремий вид спорту.
На початку 70-х з'явився орган управління велосипедним мотокросом BMX в США. Про цю подію прийнято вважати офіційним стартом ВМХ, а після цього вид спорту був також представлений і на інших континентах, серед них в Європі в 1978 році.
У жовтні 2003 року на черговому конгресі Міжнародного союзу велосипедистів оголошено, що Міжнародний олімпійський комітет (МОК) включить ВМХ в програму Літніх Олімпійських ігор 2008 року в Пекіні. На цих іграх він був представлений однією чоловічий і однієї жіночої дисциплінами. Першими Олімпійськими чемпіонами стали Маріс Штромбергс з Латвії і Анна-Кароліна Шоссон з Франції.
У квітні 1981 року було заснована Міжнародна Федерація ВМХ (IBMXF) і перший чемпіонат світу проведено в 1982 році, це майже на 10 років раніше першого чемпіонату світу з гірського велосипеда. ВМХ швидко поширився як унікальна спортивна дисципліна і після закінчення декількох років мав більше ознак велоспорту, ніж мотокросу. Таким чином, з кінця січня 1993 ВМХ був включений в Міжнародний союз велосипедистів.
BMX, що з'явився як розвага та хобі, сьогодні – це особливий світ з великою кількістю субкультур і течій. BMX є частиною Міжнародної Спілки Велосипедистів (Union Cycliste Internationale, UCI), а також бере участь на Олімпійських іграх із професійними гонщиками та командами.

## Стріт (Street)
Найбільш популярний та креативний вид БМХ. Вуличні бейміксери катають міськими вулицями і виконують трюки, використовуючи міські споруди та архітектуру як скейт-парк. З парапетів, підвищень, впадин, трамплінів, сходинок виконуються різні віпові (прокрути, англ. whip в ВМХ — прокрут), спінові (обертальні, англ. spin — обертання) трюки, на рейлах, гранях, перилах — грайндові (англ. grind — лязг, скрегіт, в ВМХ — ковзання на пегах) трюки. Стріт - це один з найвидовищніших стилів, тому й найбільш травматичний. Більшість райдерів катають без захисного спорядження, намагаючись також виконувати складні комбінації трюків.

## Парк (Park)
Парк (ВМХ-парк або Скейт-парк) — катання у спеціально збудованому просторі з різними елементами архітектури. Елементами є спеціальні пристосування з найкращими умовами для виконання трюків — це хафпайпи, мінірампи, квотерпайпи, джампбокси, грані, пули, стіни, пайни та ін.

## Дьорт (Dirt)
Катання на земляних насипах із трамплінами. Трампліни зроблені із землі, або з соломи, зверху покритої землею. Кожний трамплін складається з декількох частин — це зліт і приземлення. Також часто між злетом і приземленням існує невелике провалля. Приземлення вище по рівню, ніж злітна частина. В правильно зведеній трасі в райдера немає потреби крутити педалі, він підлітає на трампліні й при приземленні набирає достатню швидкість для наступного стрибку. Це досягається за рахунок підбирання правильної відстані між трамплінами, а також відстані між ділянками злету й приземлення.

## Верт (Vert)
Походить від слова "вертикальний". Райдери змагаються на високих U-подібних рампах із вертикальними стінами. Досвідчені райдери здатні вистрибувати на висоту 3-4 метри над рампою.
Один з найскладніших та найекстримальніших видів катання. Трюки виконуються виключно в повітрі після вильоту з хафпайпу, також є декілька з використанням рейлів (труб на стиках майданчика зі спуском хафпайпу). В цьому виді використовуються найбільші хафпайпи, звичайно висотою від 2.5-3.5 метрів у висоту, але бували й більшого розміру. Найбільша з усіх рамп, заввишки 9 метрів, була використана у змаганнях з дерту на X-Games.
Райдери їдуть вверх й підлітають з однієї поверхні, роблять у повітрі трюк або на рейлах, приземлюються на цю ж поверхню і їдуть на іншу сторону рампи там роблять теж саме.

## Флетленд (Flatland)
Цей вид дуже сильно відрізняється від інших. Оскільки усі трюки є балансові і виконуються на абсолютно рівній поверхні. Суть полягає в утриманні рівноваги у будь-якій позиції велосипеду і райдера відносно один одного, багато людей називають цей стиль «танець на велосипеді». Виконуються виключно в площині велосипеду на рівних майданчиках, при чому від того наскільки рівний майданчик залежить якість, складність і швидкість виконання трюків.
Якщо райдери інших стилів можуть легко переходити з одного стилю в інший, то райдери Флетленду такої можливості не мають, в них повністю все інше. Починаючи від велосипеду, закінчуючи навичками райдерів.

## Рейсинг (Racing)
Це одна з наймолодших та видовищних дисциплін у велоспорті. Спортсмени змагаються один з одним на трасі, обладнаній трамплінами, віражами та перешкодами. Це кільцеві гонки з асфальтованими чи грязьовими трасами. BMX Racing змагання з'явилися у програмі Олімпійських ігор у 2008 році.
BMX-рейсинг є початковим стилем, з якого пішли всі інші підстилі БМХ. Траси для BMX-рейсингу подібні до мотокросових трас, але пристосовані для велосипедів: великі земляні трампліни, «верблюди» (різновид трампліну), щітки (послідовність купин) та контрнахили. Доволі часто BMX-рейсери мають серйозні травми через велику швидкість їзди по треку. Вже 40 років існує цей вид екстремального велоспорту, але на сьогодні він не найпопулярніший, поступається стриту та дерту.

## Фрістайл (Freestyle)
Велофрістайл сформувався в кінці 70-х — на початку 80-х років в Іспанії. Почали створювати спеціальні велосипеди, щоб на них тренувались діти. Проте незабаром велофрістайл став самостійним видом спорту. Він розпочав стрімко розвиватися, проводили різні змагання. У наш час проводяться світові змагання. Основні центри фрістайлу — Франція, Іспанія, Англія і деякі інші країни Європи. Зростає рівень спортсменів і ставляться небувалі рекорди: такі, як стрибок з місця через планку на висоті 135 см, стрибок з розгону на перешкоду висотою 176 см і багато іншого.